# Milímetro cuadrado
El milímetro cuadrado es la superficie que ocupa un cuadrado de un milímetro de lado. Equivale a una millonésima parte de un metro cuadrado.
1 mm² = 10–2 cm² = 10–4 dm² = 10–6 m²
1 m² = 106 mm² = 1.000.000 mm²

## Equivalencias
- 0,01 cm²
- 0,0001 dm²
- 0,000001 m²
- 0,00000001 áreas o dam²
- 0,0000000001 hectáreas o hm²
- 0,000000000001 km²